# Neal Avron
Neal Avron est un producteur, musicien et un ingénieur du son américain né le 31 décembre 1969 à Los Angeles. Il est principalement connu pour son travail dans le rock, avec Everclear, Fall Out Boy, Weezer et Linkin Park notamment.

## Discographie
- 1997: Everclear - So Much for the Afterglow
- 2000: Everclear - Songs from an American Movie Vol. One: Learning How to Smile
- 2000: New Found Glory - New Found Glory
- 2001: Transmatic - Transmatic
- 2002: Seven and the Sun - Back to the Innocence
- 2002: New Found Glory - Sticks and Stones
- 2002: Pulse Ultra - Headspace
- 2002: SR-71 - Tomorrow
- 2003: Yellowcard - Ocean Avenue
- 2003: Die Trying - Die Trying
- 2004: New Found Glory - Catalyst
- 2004: The Fight - Nothing new since Rock 'n' Roll
- 2005: Fall Out Boy - From Under the Cork Tree
- 2005: Weezer - Make Believe
- 2006: Yellowcard - Lights and Sounds
- 2007: Linkin Park - Minutes to Midnight
- 2007: Serj Tankian - Empty Walls
- 2007: Fall Out Boy - Infinity on High
- 2007: Luna Halo - Luna Halo
- 2007: Yellowcard - Paper Walls
- 2008: Fall Out Boy - Folie à deux
- 2008: Anberlin - New Surrender
- 2008: Disturbed - Indestructible
- 2009: The Used - Artwork
- 2009: Say Anything - Say Anything
- 2010: Disturbed - Asylum
- 2010: Linkin Park - A Thousand Suns
- 2010: Sara Bareilles - Kaleidoscope Heart
- 2010: HIM - Screamworks: Love in Theory and Practice
- 2011: Yellowcard - When You're Through Thinking, Say Yes
- 2011: Switchfoot - Vice Verses
- 2011: New Found Glory - Radiosurgery
- 2012: Yellowcard - Southern Air
- 2012: All Time Low - Don't Panic
- 2013: Forever the Sickest Kids - J.A.C.K.
- 2013: Stardog Champion - Exhale EP
- 2014: You Me at Six - Cavalier Youth
- 2014: Switchfoot - Fading West
- 2014: Yellowcard - Lift a Sail
- 2014: Walk the Moon - Talking Is Hard
- 2014: Mike Shinoda, Joseph Hahn, Dave Farrell, Chester Bennington, Alec Puro - MALL.
- 2015: Twenty One Pilots - Blurryface
- 2015: Sara Bareilles - What's Inside: Songs from Waitress
- 2016: Simple Plan - Taking One for the Team
- 2016: Original Broadway Cast Recording - Waitress
- 2016: Skillet - Unleashed
- 2016: Yellowcard - Yellowcard
- 2016: Twenty One Pilots - Blurryface Live
- 2017: Creeper - Eternity, in Your Arms